# Geaya nigromaculata
Geaya nigromaculata is een hooiwagen uit de familie Sclerosomatidae.